# デジ生!バなな調査団
デジ生!バなな調査団（でじなま!ばななちょうさだん）は、2008年1月16日（パイロット番組は2007年12月19日）から3月19日までテレビ新広島（TSS）で放送していたローカル番組。

## 概要
- 毎週水曜日 24:35 - 25:20（全10回）
- ステレオ・16:9（地上デジタル放送のみ）
- TSSが運営するSNS『TSSこみゅ』やモバイルなどのITサービスと番組を連動させたデジタル仕掛けいっぱいの生番組である（公式サイトの扉では「今までにないまったく新しい番組です!」と初回に表記されていた）
- 2007年12月19日にパイロット番組（番組紹介のためのテスト番組）として生放送が行われ、2008年1月16日から本格的に毎週生放送が開始した。その初回でTSSこみゅに登録されている人数は12名と発表された。
- 2008年2月27日、VTR出演した安達祐実の「大奥」の告知中に突然画面が2~3秒程真っ暗になる放送事故が起こった。
- 途中新たなコーナーの投入や既存のコーナーのルールを改善したりしてテコ入れを行ったが、視聴率が波に乗れず低迷したため2008年3月19日の放送をもって最終回を迎えた。出演者・企画の力不足、生放送の段取りが上手くいなかったことなどが1クールで打ち切られた原因とされており、エンディングで「さようなら」を言う時に言葉をとちってしまった上に「さよう・・・」と途中で切れてしまったという最後の最後でひどいグダグダぶりが露呈された。その後、TSSは5年以上水曜深夜枠で自社制作のバラエティ番組を放送していない。

## 出演者
※主に番組進行を仕切っているのは松浜心と林由里子である。

### よしもと広島
- あかぼし☆こぼし - 小法師秀暁・赤星亨
- フリータイム - 松浜心・塩谷正蔵
- ジェンカ - 西崎友美・岡田直子

### フリーアナウンサー
- 林由里子（元テレビ宮崎アナウンサー）

## コーナー
新味覚調査団
冷蔵庫の残り物にありそうな身近な食材を使って新味を発見する料理コーナー。
気になるウワサ調査団
巷の噂話や都市伝説など、視聴者の素朴な疑問を募集。リポーターが徹底調査しスタジオで報告。調査結果は番組とSNSで作るインターネット動画百科事典『テレペディア』に蓄積していく。
気になるあのコを探せ!
つぶやき写真
つぶやきのひと言を添えたオモシロ写真を募集。視聴者からの写真や動画を生放送中に紹介していく。見事バなな賞を獲得すると素敵なプレゼントが獲得。
モバイルシューティング
TSS版射的ゲーム。テレビ画面に見え隠れするキャラクターを撮影。Perfumeの後輩・まなみのりさの3人が「IDOL DAMA☆C」をアカペラで歌いながら番組キャラクターなどのイラストを出したり隠したりするのでそれを携帯カメラで上手く撮影して空メール送信すると、賞品が当たる。
深夜のお悩み調査
天野陽子アナが視聴者からのお悩みに答えるコーナー。MCが天野を呼んでいるが実際はVTRとなっているため生回答ではない。
スターイチオシ調査団
「憧れのスターのようになりたい」という人のためにスター☆イチオシ調査団が人気タレントを調査し、今のイチオシを教えてもらうコーナー。また書いたサイン色紙の中には「広島といえば?」の答えも含めて紹介されていた